# 湯を沸かすほどの熱い愛
『湯を沸かすほどの熱い愛』（ゆをわかすほどのあついあい）は、2016年10月29日に公開された日本の映画。主演は宮沢りえ。脚本・監督は本作が商業用長編デビュー作となる中野量太。
第40回モントリオール世界映画祭・Focus on World Cinema部門、第21回釜山国際映画祭・アジア映画の窓部門、第29回東京国際映画祭・Japan Now部門正式出品作品。
第40回日本アカデミー賞では6部門受賞、内2部門では最優秀賞、第41回報知映画賞・第31回高崎映画祭・第26回日本映画批評家大賞ではそれぞれ4冠、第38回ヨコハマ映画祭では3冠を達成した。
2024年に舞台化されている。

## 物語
夫の一浩とともに銭湯を営んでいた双葉は、夫の失踪とともにそれを休み、パン屋店員のバイトで娘の安澄を支えていた。ある日職場で倒れた彼女が病院で検査を受けると、伝えられたのは末期ガンとの診断であった。2～3カ月の余命しか自分に残されてはいないと知り落ち込む双葉だったが、すぐに残されたやるべき仕事の多さを悟り立ち上がる。
まずいじめに悩み不登校寸前に陥った安澄を立ち直らせ、級友たちに言うべきことを言えるようにさせること。そして行方不明の一浩を連れ戻し、銭湯を再度開店するとともに家庭を立て直すこと。双葉は持ち前のタフさと深い愛情で次々と仕事をこなし、一浩とともに彼が愛人から押し付けられた連れ子の鮎子をも引き取って立派に家庭を立て直した。その上で、彼女は夫に留守番をさせて娘たちと旅に出る。
彼女の狙いは、腹を痛めて得た娘ではない安澄を実母に会わせることだった。道すがら出会ったヒッチハイク青年拓海の生き方をも諭し、義務を果たそうとした双葉だったが、やがて力尽きて倒れる。だが、彼女の深い思いは家族たちを支え、そして拓海や、安澄の実母・君江、夫の調査に当たった子連れの探偵・滝本の心にも救済をもたらすのだった。静かに眠りについた彼女に導かれるように、新たな繋がりを得て銭湯で行動しはじめる人々。彼らを見守る双葉の心が、煙となって店の煙突から立ち上った。

## キャスト
- 幸野双葉 - 宮沢りえ（幼少期：住田萌乃）
- 幸野安澄 - 杉咲花
- 幸野一浩 - オダギリジョー
- 向井拓海 - 松坂桃李
- 片瀬鮎子 - 伊東蒼
- 酒巻君江 - 篠原ゆき子
- 滝本 - 駿河太郎
- 滝本真由 - 遥
- 宮田留美 - 松原菜野花
- 向田都子 - りりィ

## スタッフ
- 監督・脚本 - 中野量太
- 製作 - 藤本款、太田哲夫、村田嘉邦、篠田学、板東浩二
- エグゼクティブプロデューサー - 藤本款、福田一平
- プロデューサー - 深瀬和美、若林雄介
- アソシエイトプロデューサー - 柳原雅美
- キャスティングディレクター - 杉野剛
- 撮影 - 池内義浩
- 照明 - 谷本幸治
- 録音 - 久連石由文、片倉麻美子
- 美術 - 黒川通利
- 衣装 - 加藤麻乃
- 装飾 - 三ツ松けいこ
- 音響効果 - 松浦大樹
- ヘアメイク - 千葉友子、酒井夢月
- 編集・題字 - 高良真秀
- 音楽 - 渡邊崇
- 主題歌 - きのこ帝国「愛のゆくえ」[12]
- 助監督 - 塩崎遵
- ポストプロダクションプロデューサー - 篠田学
- ラインプロデューサー - 大熊敏之
- 制作プロダクション - パイプライン
- 企画・配給 - クロックワークス
- 製作 - 「湯を沸かすほどの熱い愛」製作委員会（クロックワークス、テレビ東京、博報堂DYミュージック&ピクチャーズ、パイプライン、ひかりTV）

## 製作

### プリプロダクション
脚本・監督は、本作が商業映画デビュー作となる中野量太。今作のテーマについて中野は、「家族とは」を挙げ、「家族とは何だろうということはずっとテーマにしていて、それは今でも考えてるし、そこに答えは絶対にない」としながら、「でも、家族であることの喜び、1つひとつの家族の良い形はあるんだろうなと思います」と語っている。銭湯を舞台として選択した理由については、「銭湯が好きだったのと、不思議な場所だといつも思っていた」「知らない人同士が1つの湯船に入って、繋がって、しゃべったり、コミュニケーションをとったり。そういう人と人のコミュニケーションの場として面白いと思った。」と述べ、「それがやろうとしている今回のテーマにもピッタリだった」と語っている。

### キャスティング
主演・幸野双葉役は、中野監督によるオリジナル脚本を読み、出演を即決した宮沢りえが演じた。中野によると、宮沢へのオファーは「半分ダメ元だった」と述べ、「そこからこの企画はさらに走りだした」と振り返っている。

### 主題歌
主題歌には、きのこ帝国が起用された。中野監督は、きのこ帝国が「気になっていた」と語り、撮影に入る前のタイミングでオファーがなされた。オファーを快諾したきのこ帝国の佐藤は、「台本を読んだら感情が先走っちゃった」と振り返り、監督との顔合わせの際にはすでに曲を作って持参した。その後、監督による「残された側で作ってほしい」との言葉のもと、再考がなされ、最終的には「愛のゆくえ」が完成。当楽曲は監督によるラストシーンのイメージを元に、秒単位での修正等、細部に至るまですり合わせが行われた。

## 公開
2016年10月29日より、新宿バルト9ほかにて公開。ぴあ初日満足度ランキング（ぴあ映画生活調べ）では、第1位となった。

## 評価
毎日新聞は、「決してスーパーウーマンではない普通の母親の強さ、たくましさを表現した宮沢、つらい現実から逃げない勇気をしぼり出す娘をひたむきに演じた杉咲が共に素晴らしい。また人物描写にユーモア、ストーリー展開に意外性があり、不必要なセリフや決まりきった音楽の付け方などの難点もさして気にならない力作」と賞賛した。
第31回高崎映画祭では、最優秀監督賞・最優秀主演女優賞・最優秀新進女優賞・最優秀新人女優賞の4冠。選評では「本作は、昭和から平成へと時代が変わる中で思春期を迎えた世代が親となる、平成の時代性を背負った家族の物語。意志を持って母となり家族を守らんとする主人公を軸に、それぞれの登場人物の人生も丹念に追っている。群像劇としての厚みも忘れず、時代の空気感、その中で育ち生きる人の手触りを捉え、観客を物語に引き込んでいく手腕に優れていた。」と評した。

### 受賞歴
| 賞                                       | 部門                 | 対象                       | 結果 |
| ---------------------------------------- | -------------------- | -------------------------- | ---- |
| 第40回日本アカデミー賞                   | 優秀作品賞           | 湯を沸かすほどの熱い愛     | 受賞 |
| 第40回日本アカデミー賞                   | 優秀監督賞           | 中野量太                   | 受賞 |
| 第40回日本アカデミー賞                   | 優秀脚本賞           | 中野量太                   | 受賞 |
| 第40回日本アカデミー賞                   | 最優秀主演女優賞     | 宮沢りえ                   | 受賞 |
| 第40回日本アカデミー賞                   | 最優秀助演女優賞     | 杉咲花                     | 受賞 |
| 第40回日本アカデミー賞                   | 新人俳優賞           | 杉咲花                     | 受賞 |
| 第41回報知映画賞                         | 作品賞               | 湯を沸かすほどの熱い愛     | 受賞 |
| 第41回報知映画賞                         | 主演女優賞           | 宮沢りえ                   | 受賞 |
| 第41回報知映画賞                         | 助演女優賞           | 杉咲花                     | 受賞 |
| 第41回報知映画賞                         | 新人賞               | 中野量太                   | 受賞 |
| 新藤兼人賞（2016年度）                   | 金賞                 | 中野量太                   | 受賞 |
| 第29回日刊スポーツ映画大賞・石原裕次郎賞 | 主演女優賞           | 宮沢りえ                   | 受賞 |
| 第59回ブルーリボン賞                     | 助演女優賞           | 杉咲花                     | 受賞 |
| 第31回高崎映画祭                         | 最優秀監督賞         | 中野量太                   | 受賞 |
| 第31回高崎映画祭                         | 最優秀主演女優賞     | 宮沢りえ                   | 受賞 |
| 第31回高崎映画祭                         | 最優秀新進女優賞     | 杉咲花                     | 受賞 |
| 第31回高崎映画祭                         | 最優秀新人女優賞     | 伊東蒼                     | 受賞 |
| 第38回ヨコハマ映画祭                     | 監督賞               | 中野量太                   | 受賞 |
| 第38回ヨコハマ映画祭                     | 脚本賞               | 中野量太                   | 受賞 |
| 第38回ヨコハマ映画祭                     | 助演女優賞           | 杉咲花                     | 受賞 |
| 第26回日本映画批評家大賞                 | 作品賞               | 湯を沸かすほどの熱い愛     | 受賞 |
| 第26回日本映画批評家大賞                 | 監督賞               | 中野量太                   | 受賞 |
| 第26回日本映画批評家大賞                 | 主演女優賞           | 宮沢りえ                   | 受賞 |
| 第26回日本映画批評家大賞                 | 助演女優賞           | 杉咲花                     | 受賞 |
| 第90回キネマ旬報ベスト・テン             | 日本映画ベスト・テン | 湯を沸かすほどの熱い愛     | 7位  |
| 第90回キネマ旬報ベスト・テン             | 主演女優賞           | 宮沢りえ                   | 受賞 |
| 第90回キネマ旬報ベスト・テン             | 助演女優賞           | 杉咲花                     | 受賞 |
| HIHOはくさいアワード（2016年度）         |                      | 湯を沸かすほどの熱い愛     | 10位 |
| 第26回東京スポーツ映画大賞               | 主演女優賞           | 宮沢りえ                   | 受賞 |
| 第26回東京スポーツ映画大賞               | 新人賞               | 杉咲花                     | 受賞 |
| おおさかシネマフェスティバル2017         | 日本映画ベストテン   | 湯を沸かすほどの熱い愛     | 6位  |
| おおさかシネマフェスティバル2017         | 助演女優賞           | 杉咲花                     | 受賞 |
| おおさかシネマフェスティバル2017         | 新人監督賞           | 中野量太                   | 受賞 |
| 第48回照明技術賞                         | 映画部門 新人照明賞  | 谷本幸治、河内大輔、横山淳 | 受賞 |

## Blu-ray / DVD
2017年4月26日発売。発売元はクロックワークス、販売元はTCエンタテインメント。
Blu-ray・DVDの豪華版には、メイキングやインタビュー映像、舞台挨拶映像が収録されるほか、アウターケースと特製ブックレットが付属する。また、豪華版・通常版全てに共通する特典として、監督とキャストによるコメンタリーが収録される。

### 豪華版
- 本編125分
- 初回生産限定特典：ポストカード
- 封入特典：アウターケース・特製ブックレット
- 映像特典
  - 本予告・ティザー・TVスポット
  - メイキング
  - インタビュー
  - 完成披露
  - 初日舞台挨拶
- 音声特典
  - コメンタリー：中野量太（監督）×杉咲花（幸野安澄役）

### 通常版
- 本編125分
- 初回生産限定特典：ポストカード
- 映像特典
  - 本予告・ティザー・TVスポット
- 音声特典
  - コメンタリー：中野量太（監督）×杉咲花（幸野安澄役）

## テレビ放送
| 回数 | テレビ局   | 番組名（放送枠名）                  | 放送日         | 放送時間      | 放送分数 | 視聴率 |
| ---- | ---------- | ----------------------------------- | -------------- | ------------- | -------- | ------ |
| 1    | テレビ東京 | シネマスペシャル                    | 2017年12月20日 | 21:00 - 23:18 | 138分    | 6.9%   |
| 2    | テレビ東京 | 午後のロードショー （関東ローカル） | 2019年5月2日   | 13:00 - 15:40 | 160分    |        |

- 視聴率はビデオリサーチ調べ、関東地区・世帯・リアルタイム。

## 舞台版
2024年5月18日から26日まで東京都・サンシャイン劇場、6月1日から2日まで大阪府・サンケイホールブリーゼにて公演される。

### 舞台版キャスト
- 幸野双葉 - 岡内美喜子
- 幸野安澄 - 瀧野由美子
- 幸野一浩 - 中村誠治郎・鍛治本大樹（Wキャスト）
- 向井拓海 - 小坂涼太郎
- 石森美咲
- 筒井俊作
- 夏目愛海
- 関口秀美
- 和田みなみ

### 舞台版スタッフ
- 脚本・演出：成井豊